# جبرئیل (شهر)
جبرئیل (به ترکی آذربایجانی: Cəbrayıl)  (از ۲۰۲۰-۱۹۹۳: جراکان، ارمنی: Ջրական و مخاکاوان، ارمنی: Մեխակավան) شهری در شهرستان جبرئیل جمهوری آذربایجان است و مرکز این شهرستان محسوب می‌شود. این شهر بین جنگ‌های اول و دوم قره‌باغ (۲۰۲۰-۱۹۹۳) به مدت ۲۷ سال به صورت دفاکتو جزء استان هادروت جمهوری آرتساخ بود.
جمعیت جبرئیل براساس سرشماری سال ۱۹۸۹، ۶٬۰۷۰ نفر بوده است که این رقم در سال ۲۰۲۰ به ۱۱٬۰۰۰ نفر رسیده است؛
الهام علی‌اف رئیس جمهور آذربایجان در توئیتی مورخ ۴ اکتبر ۲۰۲۰ اعلام کرد که این شهر و چند روستای دیگر توسط ارتش آذربایجان بعد از ۲۷ سال از کنترل نیروهای ارمنی درآمده است. شوشان استپانیان، سخنگوی وزارت دفاع ارمنستان در صفحه فیس بوک خود نوشته‌است که مقامات ترک و آذری در توییتی می‌نویسند که ارتش آذربایجان منطقه جبرییل را به دست خود گرفته‌اند. وی در این گزارش اعلام نمود که این اطلاعات دور از واقعیت است و بزودی فیلمی از فرار نیروهای آذری از ماتاقیس منتشر خواهد کرد. خبرهای منتشرشده توسط دولت آذربایجان مبنی بر باز پس‌گیری این مناطق از سوی واهرام بوقوسیان، سخنگوی رئیس جمهور آرتساخ و آرتسرون هوهانیسیان تکذیب شده‌است.